# Chrysoprasis obiuna
Chrysoprasis obiuna là một loài bọ cánh cứng trong họ Cerambycidae.